# Open Your Mind and Your Trousers
Open Your Mind and Your Trousers je dvacáté první studiové album německé skupiny Scooter. Bylo vydáno 22. března 2024. Obsahuje 15 songů. Toto je první album s Marcem Blouem, který se ke skupině připojil v roce 2022 a nahradil předchozího člena Sebastiana Schildeho, a první bez Michaela Simona, který byl s kapelou v letech 2006 až 2022. Toto album také znamená návrat Jaye Froga, který byl předtím s kapelou v letech 2002 až 2006, pak se vrátil v roce 2022. Je to jeho první album s kapelou od r Who's Got the Last Laugh Now? v 2005.
Albu předchází singly „Waste Your Youth“, „Techno Is Back“, „Constellations“, „For Those About to Rave“, „Berliner Luft“, „Rave & Shout“, „I Keep Hearing Bingo“, „Let's Do It Again“ a „Posse Reloaded“.

## Seznam skladeb
| Pořadí | Název                                     | Délka |
| ------ | ----------------------------------------- | ----- |
| 1.     | Thirty, Rough and Dirty                   | 1:45  |
| 2.     | Rave & Shout (s Harris & Ford)            | 3:00  |
| 3.     | Posse Reloaded (s Finch)                  | 2:33  |
| 4.     | Techno Is Back (s Harris & Ford)          | 2:56  |
| 5.     | I Keep Hearing Bingo                      | 2:25  |
| 6.     | Children of the Rave                      | 2:27  |
| 7.     | Let's Do It Again                         | 2:11  |
| 8.     | Waste Your Youth                          | 2:44  |
| 9.     | Sun Comes Back Around                     | 2:33  |
| 10.    | For Those About to Rave (s Timmy Trumpet) | 2:42  |
| 11.    | ARDRHU                                    | 3:53  |
| 12.    | Berliner Luft                             | 2:46  |
| 13.    | Ten Feet                                  | 3:06  |
| 14.    | Constellations                            | 2:56  |
| 15.    | Avoid Rivals                              | 4:25  |